# Семья вурдалака
«Семья вурдалака» (фр. La famille du vourdalak) — готический рассказ 21-летнего графа Алексея Константиновича Толстого, написанный им в 1839 году на французском языке. На русском языке впервые издан в 1884 году в журнале «Русский вестник». Повесть имеет подзаголовок «Неизданный отрывок из записок неизвестного».

## Сюжет
Эту жуткую историю рассказал в 1815 году пожилой француз-эмигрант маркиз д’Юрфе, один из участников дипломатического конгресса в Вене, вечером, на балу. История произошла с ним в 1759 году. Отправившись с дипломатической миссией к господарю Молдавии, молодой маркиз в сербской деревне остановился на ночлег в доме у старика Горчи. Сам Горча с другими мужчинами из деревни ушёл в горы, чтобы поймать разбойника-турка Алибека. Детям он приказал ждать его десять дней, а если в этот срок он не вернётся, то просил заказать обедню за упокой его души. В случае возвращения по истечении означенного срока старик просил детей, чтобы они вогнали осиновый кол ему в спину.
Идёт как раз десятый день отсутствия Горчи, в семье все взволнованы. Когда вечером старик всё-таки возвращается домой, его сыновья начинают спорить. Георгий подозревает, что его отец стал вурдалаком, а Пётр, наоборот, верит в то, что отец остался прежним, хотя Горча очень странно себя ведёт: он не хочет есть, не ложится спать, а лицо у него изможденное и белое. В ночь старик крадёт внука из дома, заперев снаружи дверь. Бодрствующий среди ночи путешественник будит братьев, которым удаётся высадить запертую дверь дома. Мальчика нашли на дороге без сознания, а старик пропал. Впрочем, он постоянно появляется вокруг дома. Вскоре сын Георгия умирает при неясных обстоятельствах (перед этим приходил Горча), а дипломат продолжает свой путь в Молдавию. Он признаётся читателям, что влюблён в дочь Горчи по имени Зденка.
Однажды Горча пришёл к своей семье. Георгий потребовал от отца перекреститься и помолиться, но тот отказался. Тогда Георгий пошёл искать кол, который был спрятан. Его нашёл самый младший сын, после чего Георгий отобрал кол и побежал за отцом. Вечером он возвратился бледный и взъерошенный.
Через полгода, возвращаясь, маркиз приезжает в деревню, где когда-то провёл несколько страшных ночей и где живёт девушка, в которую он влюбился. В монастыре монах рассказывает о том, что вся семья старика Горчи отныне мертвецы, а Зденка сошла с ума. Герой не верит сказанному. Он приходит в тот дом, его встречает вся семья, но скоро он понимает, что попал в руки к мертвецам. Чудом он спасается, загнав свою лошадь до смерти.

## Создание и публикации
Алексей Константинович Толстой написал рассказ в юном возрасте, в 1839 году, во время путешествия из Франкфурта во Францию. Произведение было написано на французском языке и при жизни автора не публиковалось, в отличие от «Упыря», опубликованного несколькими годами позднее и благосклонно принятого критиками.
Впервые рассказ был переведён на русский язык Болеславом Маркевичем и опубликован в январском номере «Русского вестника» в 1884 году. В оригинале на французском произведение было напечатано лишь в 1950 году в Revue des études slaves.
Рассказ «Встреча через триста лет» (фр. Le Rendez-vous Dans Trois Cent Ans) был написан примерно в одно время с «Семьёй вурдалака» и связан с последним главным героем — маркизом д’Юрфе. «Встречу через триста лет» напечатали в Париже в 1912 году, годом позже он был опубликован в России.

## Этимология названия
Слово «вурдалак» здесь является синонимом слова «вампир», широко распространённого в литературе ужасов. В первой половине XIX века истории про вампиров не были популярны, но за двадцать лет до написания «Семьи вурдалака» англичанин Джон Полидори опубликовал рассказ «Вампир» — это было первое произведение в художественной литературе об этих кровожадных существах. В русской литературе неологизм «вурдалак» впервые был употреблён А. С. Пушкиным в одноимённом стихотворении 1836 года как искажённое название славянского оборотня «волколака». Также отмечают, что закреплению слова в русском языке способствовало произведение А. К. Толстого.
Имена героев не являются сербскими: имена Горча (отец) и Георгий (сын) соответствуют сербскому имени Джордже; имя Пётр в сербском языке используется только в высоком стиле — в быту ему соответствует имя Пера; имя Зденка является чешским (женский вариант имени Зденек).

## Экранизации
- «Три лика страха» (итал. I tre volti della paura) (1963, США, Франция, Италия, реж: Марио Бава)
- «Ночь дьяволов» (итал. La Notte dei Diavoli) (1972, Италия, Испания, реж: Джорджио Феррони)
- «Семья вурдалака» (исп. La familia Vourdalak) — первый эпизод сериала «Пятый всадник» (исп. El quinto jinete) (1975, Испания, реж: Хосе Антонио Парамо)[9]
- «Семья вурдалаков» (1990, СССР, реж: Геннадий Климов, Игорь Шавлак)
- «Папа, умер Дед Мороз» (1992, Россия, реж: Евгений Юфит, Владимир Маслов)
- «Вурдалаки» (2017, Россия, реж: Сергей Гинзбург)
- Вторая серия мультипликационного сериала «Антология русского хоррора: Красный состав» (2023, Канада, Молдова)
- «Вурдалак» (фр. Le Vourdalak) (2023, Франция, реж: Адриен Бо)

## Театральные постановки
В Смоленском кукольном театре имени Д. Н. Светильникова 26 марта 2017 года состоялась премьера спектакля для взрослых «Семья вурдалака».

## Переводы
- Переводы на русский: Б. М. Маркевич, А. В. Фёдоров.
- Перевод на испанский: M. Blanco (исп. La familia Vurdalak)
- Перевод на польский: R. Śliwowski (пол. Rodzina wilkołaka. Nie wydany fragment z dziennika nieznajomego)
- Переводы на чешский: J. France (чеш. Vlkodlačí rodina) M. Staněk, (чеш. Vlkodlaci)